# Ла-Гранаделя
Ла-Гранаделя (pronounced [lə ɣɾənəˈðeʎə]) — іспанське місто (municipi) в автономному співтоваристві Каталонія. Він розташований у графстві Гаррігес провінції Леріда.

## Опис
Муніципалітет займає територію 89 км², а населення в 2014 році становило 715  З 2006 року він є побратимом міста Пезія-ла-Рив'єр у департаменті Східні Піренеї у Франції.
Його основною економічною діяльністю є сільське господарство, особливо вирощування оливок, мигдалю та зернових. Додатковою економічною діяльністю є переробка цих культур, особливо виробництво оливкової олії.
Містить початкову школу та малу середню школу.
Його барокова парафіяльна церква 18-го століття присвячена Святій Марії Благодатної.